# 64三十五年祭
《64三十五年祭》是中国六四事件三十五周年前夕由当年参与六四事件被捕入狱四年的学生受难者蒋品超组织制作由美国六四文化传播协会发布的一支六四纪念歌曲。它是首支由当年六四学生受难者制作的六四歌曲
在六四事件三十五周年前后，这支歌曲曾被纽约、洛杉矶等地民众纪念活动采用。因六四事件遭中国政府通缉的21名学生领袖之一在海外基督教会具有广泛影响的牧师张伯笠曾在他主持的“张伯笠谈天说地”YouTube频道以“六四屠殺三十五週年祭：永不遺忘，永不放棄！”为题协助播出。此歌曲曾在网上被广泛转发。
法轮功学员全球性媒体新唐人电视台在六四事件三十五周年纪念日当天对此歌曲曾头版头条报道。《大纪元时报》曾分别采访蒋品超与参与制作的义工 。新媒体《新世纪》YouTube频道曾专栏报道制作者蒋品超其人 
1. ↑   六四新歌《三十五年祭》发布 制作者呼唤良知https://www.epochtimes.com/gb/24/6/2/n14262639.htm
2. ↑   各地舉行紀念活動 六四新歌《三十五年祭》發布 https://www.ntdtv.com/gb/2024/06/04/a103886915.html
3. ↑   六四新歌《三十五年祭》发布 制作者呼唤良知https://www.epochtimes.com/gb/24/6/2/n14262639.htm
4. ↑  
《64三十五年祭》作曲者：不曾褪色的使命https://www.epochtimes.com/gb/24/6/3/n14263339.htm
5. ↑  六四35周年祭，中国诗人在狱中的滴血经历，催人泪下https://youtu.be/z8_MwKQqGhw